# 富僧德
富僧德（？—1846年），瓜爾佳氏，勇號噶爾薩巴圖魯，諡武壯，清朝將領。
乾隆五十八年，任藍翎侍衛。乾隆六十年，任三等侍衛。嘉慶二年，任二等侍衛。嘉慶三年，任頭等侍衛，加副都統銜。嘉慶七年，任鑲黃旗漢軍副都統。次年，任鑲黃旗蒙古副都統。嘉慶十年，任熊岳副都統。嘉慶十四年，任西安左翼副都統。嘉慶十七年，署西安將軍。嘉慶二十年，任塔爾巴哈臺參贊大臣。嘉慶二十一年，改塔爾巴哈台領隊大臣。嘉慶二十三年，任正黃旗漢軍副都統、鑲藍旗護軍統領。嘉慶二十四年，任盛京副都統。次年，加盛京將軍。嘉慶二十五年，任正紅旗護軍統領。嘉慶二十五年，任乾清門行走。道光元年，任健銳營大臣。道光二年，任正紅旗漢軍副都統。道光三年，任正藍旗滿洲副都統。道光四年，任鑲白旗滿洲副都統。道光六年，任右翼前鋒統領。道光八年，任正黃旗蒙古副都統、署行在領侍衛內大臣。道光十年，任黑龍江將軍。道光十四年，任西安將軍。道光十九年，任大門上行走。道光二十一年，任正藍旗蒙古副都統、正藍旗護軍統領。
有子定善、多齡，孫景霖。